# Вердау
Ве́рдау (нем. Werdau) — город в Германии, районный центр, расположен в земле Саксония. Подчинён административному округу Хемниц. Входит в состав района Цвиккау.  Население составляет 20.795 человек (на 31 декабря 2017 года). Занимает площадь 65,60 км². Официальный код района 14 1 93 490.
Город подразделяется на 4 городских района.

## История
В начале XX века здесь была развита текстильная и металлургическая промышленность, машиностроение

## Фотографии

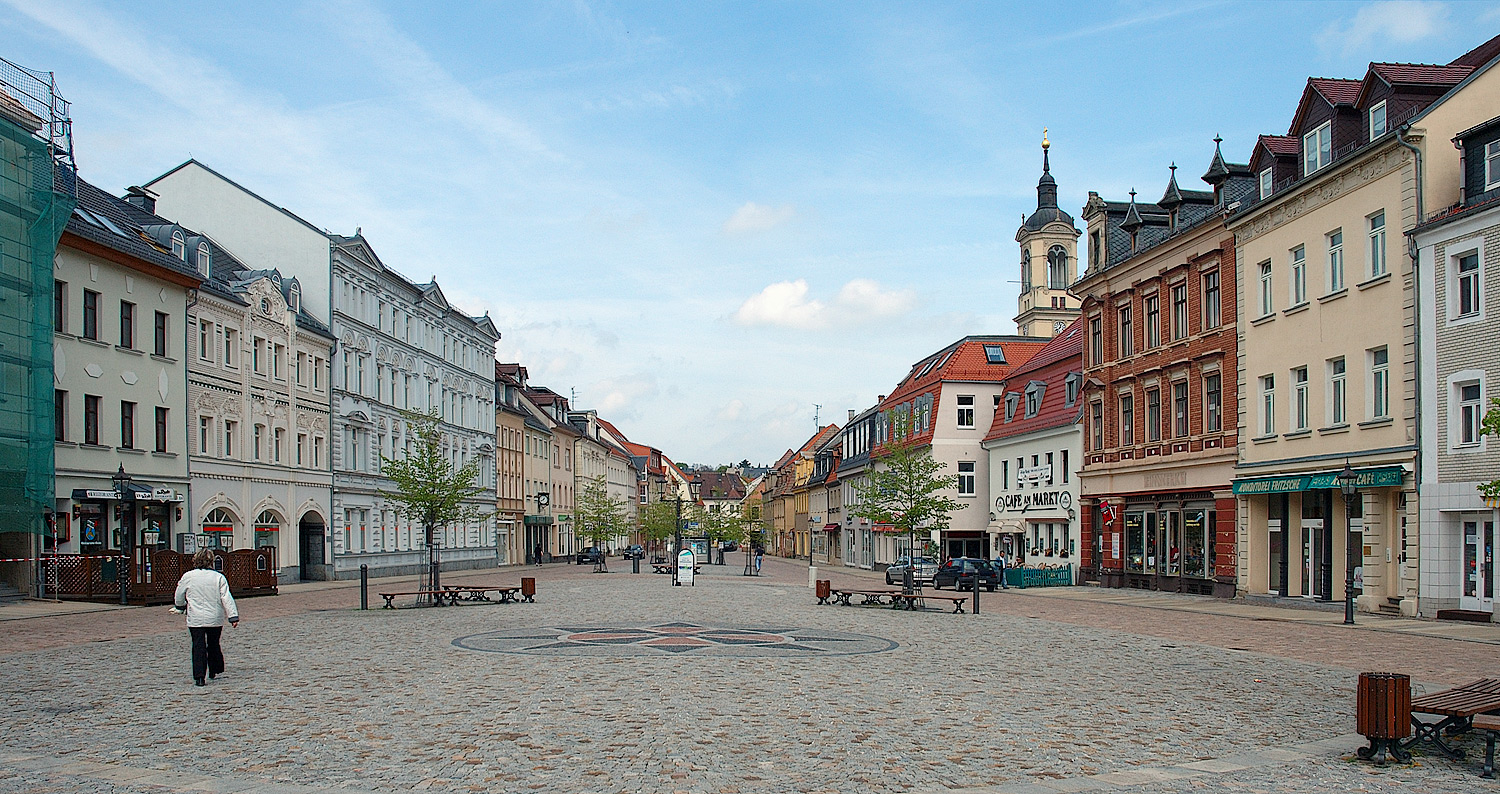
Рынок
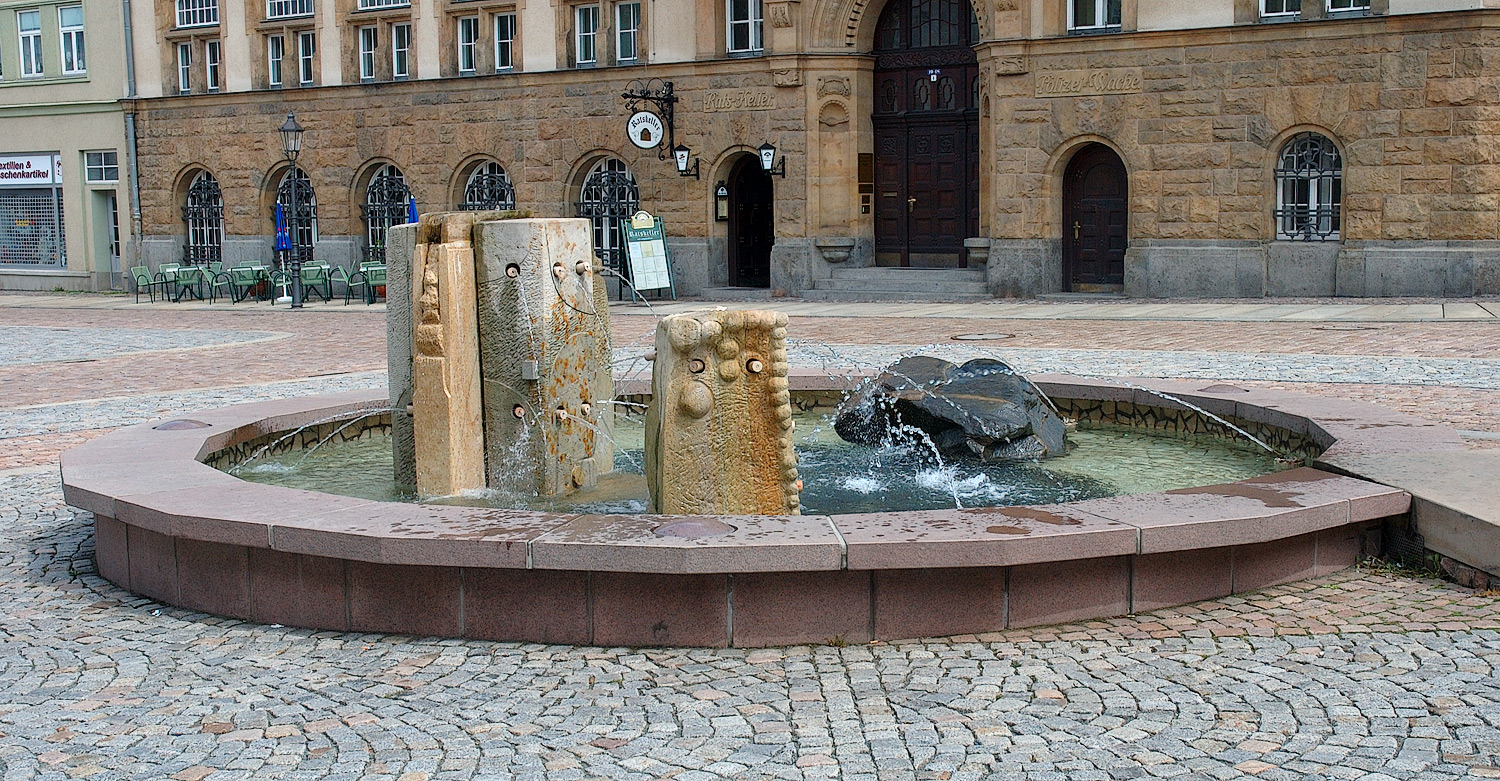
фонтан на рыночной площади
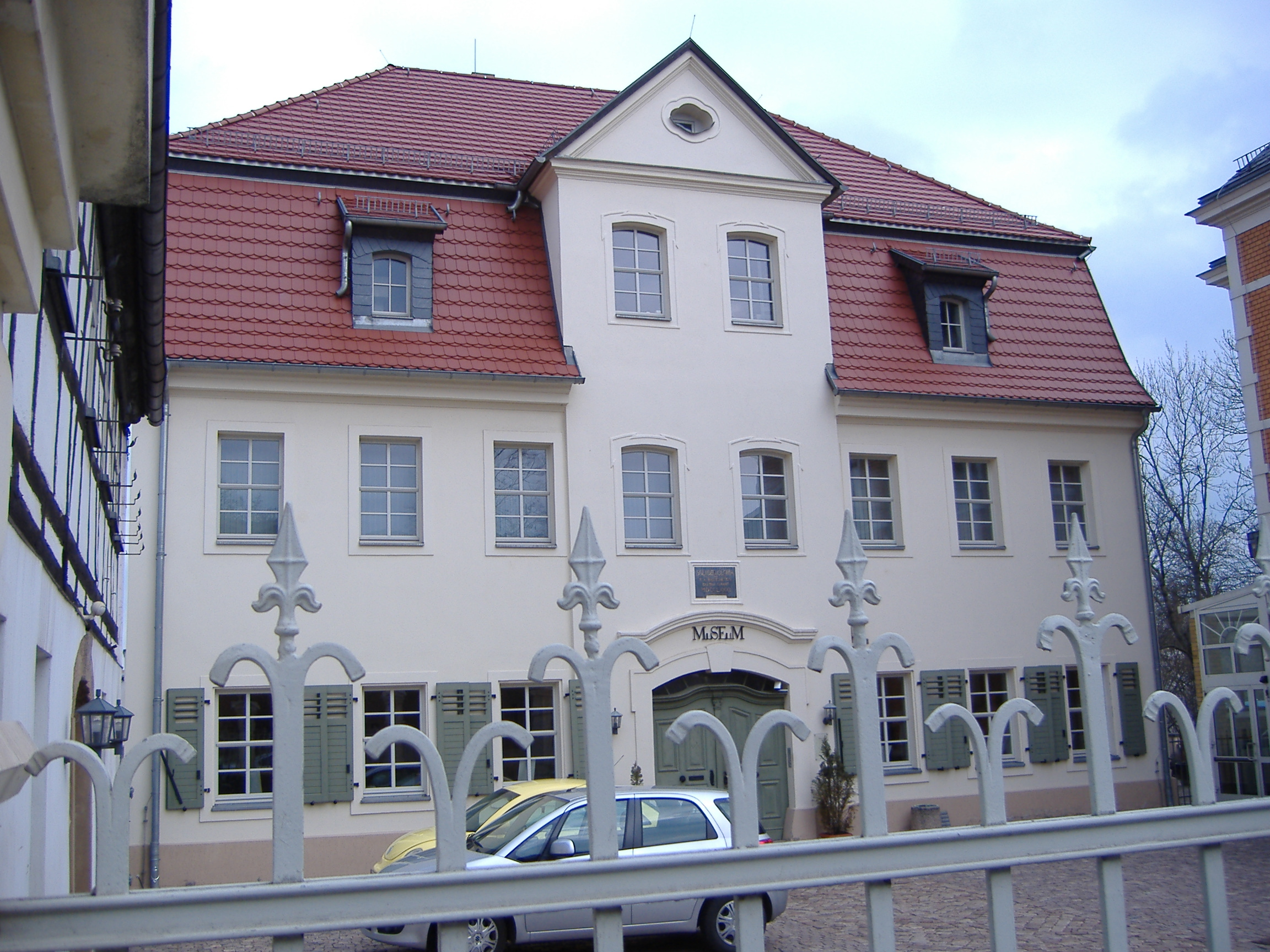
Музей города
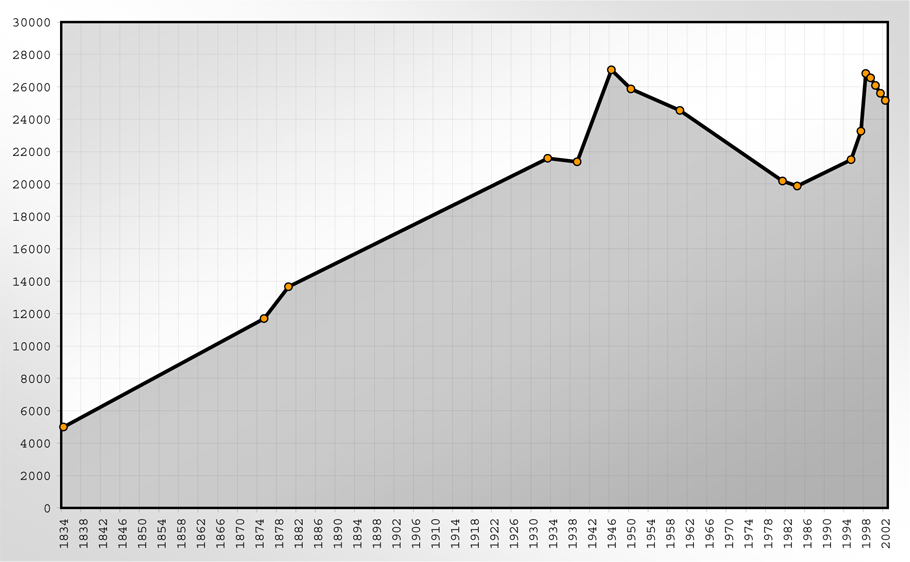
развитие численности населения
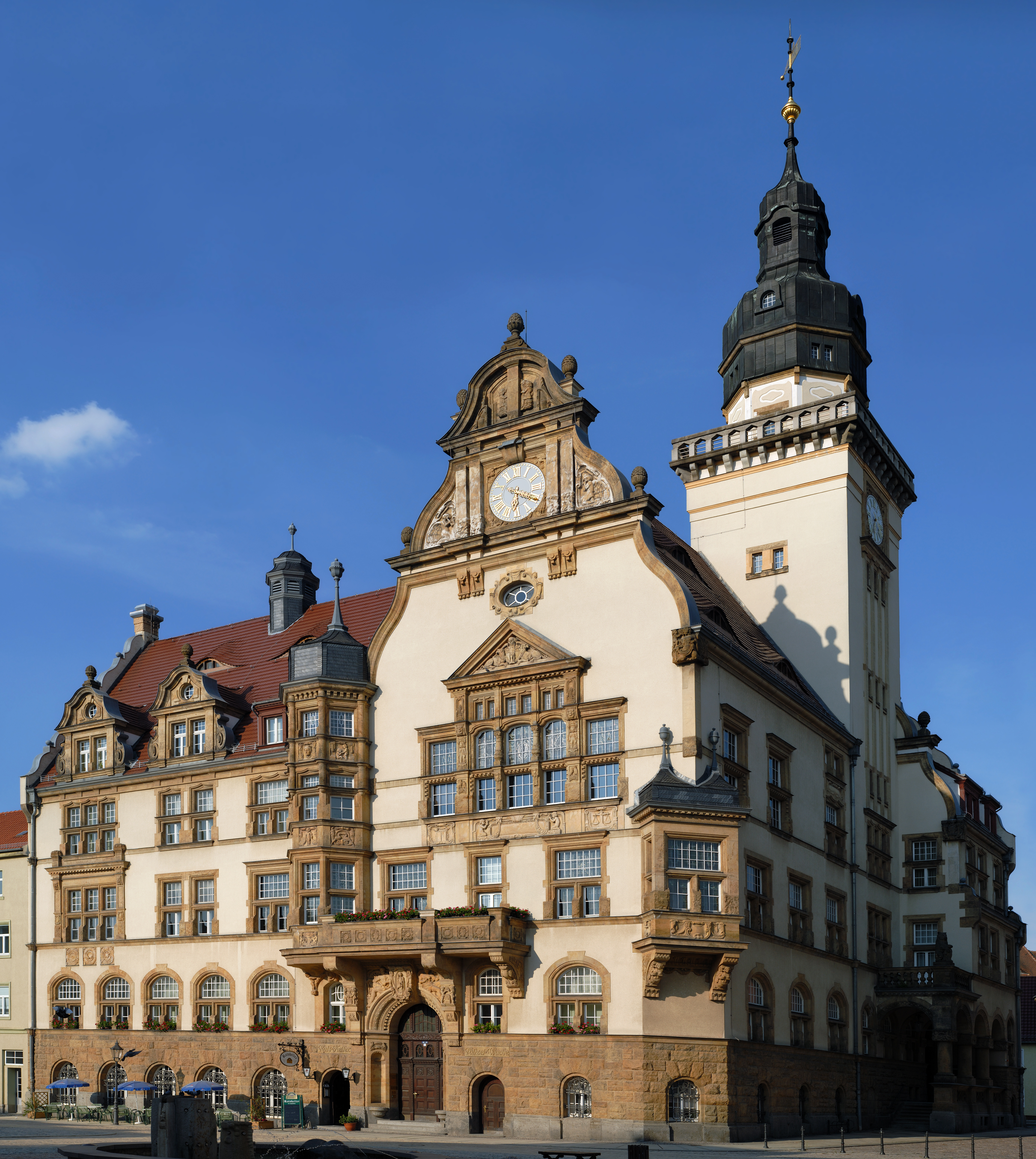
Мэрия
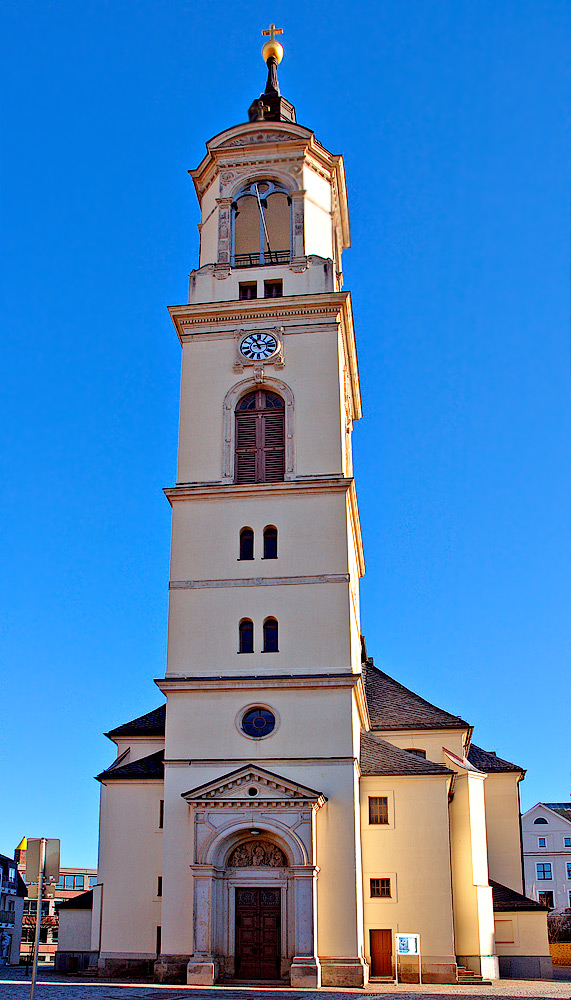
церковь Св. марии
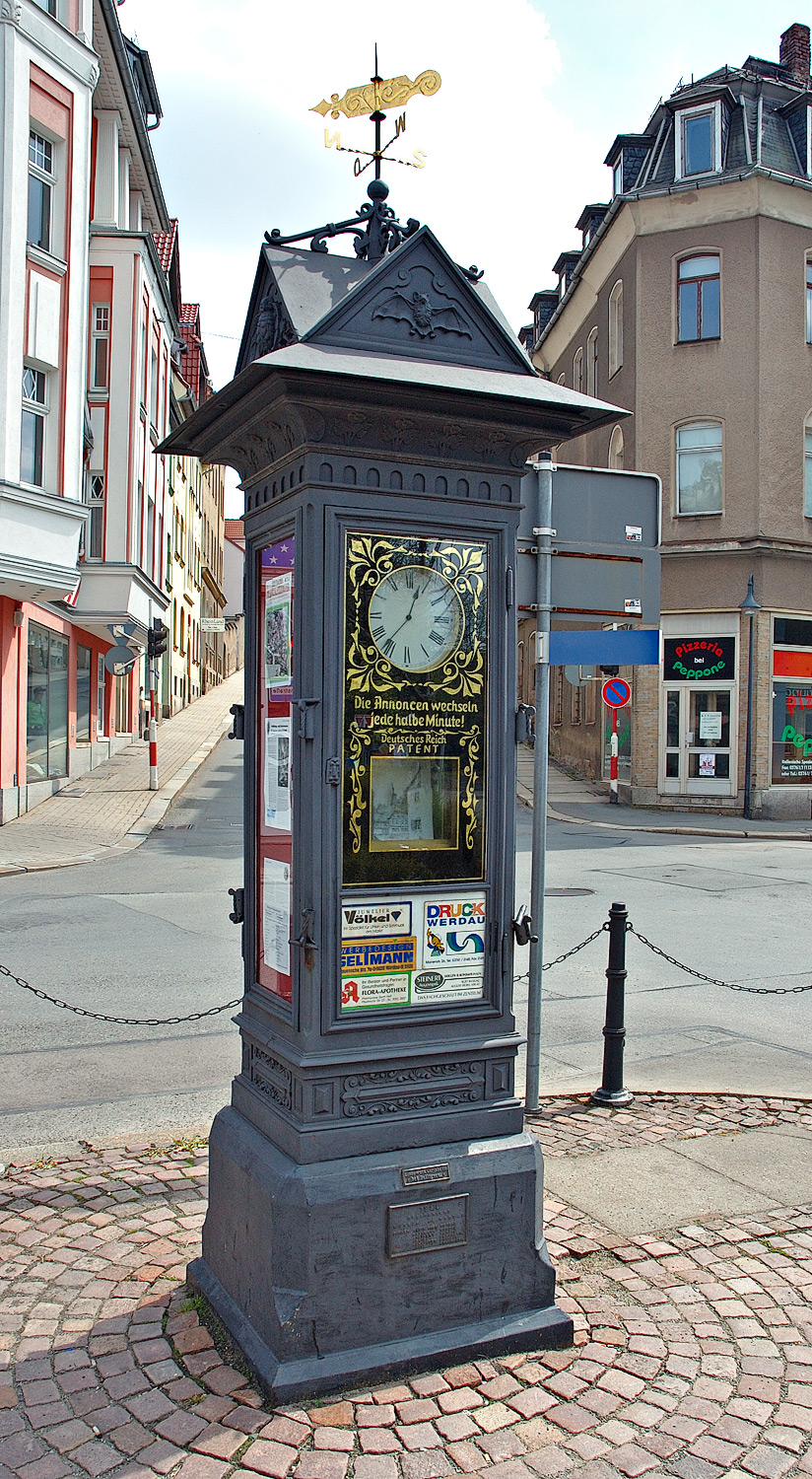
"часы анонсов"
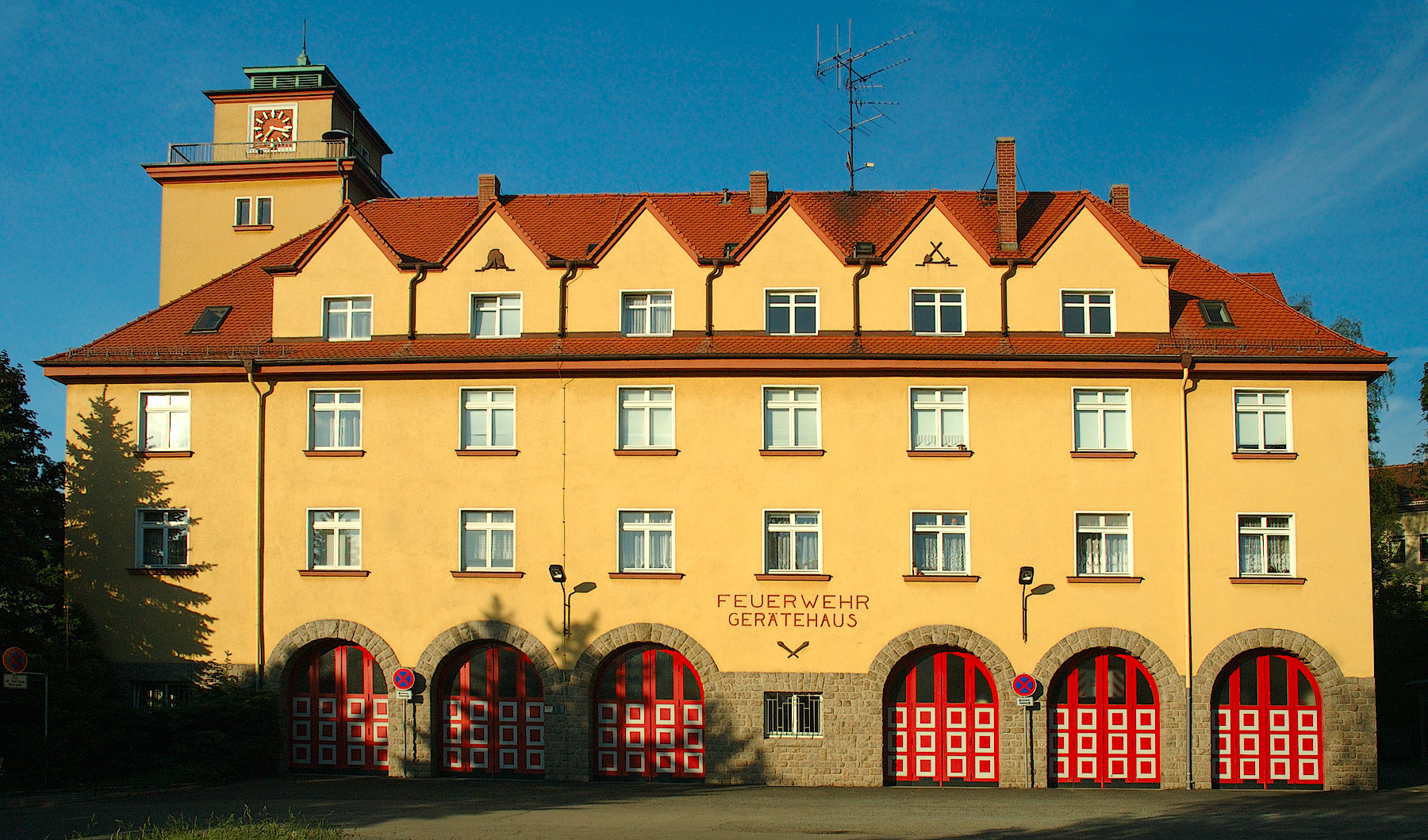
пожарная станция